# 舍伍德·斯图尔特
舍伍德·斯图尔特（英語：Sherwood Stewart，1946年6月6日—），美国男子网球运动员。他曾获得澳大利亚网球公开赛男子双打冠军、混合双打冠军、法国网球公开赛男子双打冠军。